# Vilhelm Glückstadt
Vilhelm Salomon Glückstadt (Copenaghen, 18 febbraio 1885 – Copenaghen, 3 aprile 1939) è stato un regista e imprenditore danese.

## Biografia
Nipote di Isak Glückstadt, direttore della Landmandsbanken (oggi Danske Bank, banca danese), Vilhelm, dopo il diploma ottenuto alla Gammelholms Latin- og Realskole di Copenaghen, ha svolto il suo apprendistato, dall'età di 16 anni, in banca. Nel 1908 è diventato procuratore della ditta di import/export Det skandinavisk-russiske Handelshus. L'anno successivo l'azienda ha cambiato il proprio campo di attività divenendo una casa di produzione cinematografica, nominata nel 1913 Filmfabriken Danmark, e Vilhelm Glückstadt ha svolto il ruolo di direttore dei teatri di posa della ditta a Hellerup.
Glückstadt ha fatto il proprio debutto come regista nel 1912 ed è noto principalmente per i due film Slægten (1912) og De Dødes Ø (1913). Nel 1916 ha lasciato la Filmfabriken Danmark per diventare redattore del Københavns Børs-Tidende, giornale che si occupava di borsa. Nel 1917 è direttore della ditta di importazioni di film A/S Continental Film Agency, e, dall'anno successivo, della società sorella A/S Star Film Company. Nel 1919 è stato sospeso da entrambi gli incarichi, coinvolto in una vicenda di copia ed esportazione illegali di film americani, che gli è costato l'esborso di un forte risarcimento.

## Vita privata
Terzo figlio di Moritz Hartwig Glückstadt e Rose Pauline Jacobsen, Vilhelm Glückstadt ha sposato il 26 marzo 1923 la norvegese Rigmor Solveig Holmelund, nata Engh.
Glückstadt è sepolto al Bispebjerg Kirkegård di Copenaghen.

## Filmografia
- Konfetti (1912)
- De to Brødre (1912)
- Det blaa Blod (1912)
- Slægten, co-regia di Alfred Lind (1912)
- Den sorte Varieté (1913)
- Katastrofen i Dokken (1913)
- De Dødes Ø, anche sceneggiatura (1913)
- Krigskorrespondenter (1913)
- Zigeunerorkestret, co-regia di Kay van der Aa Kühle (1913)
- Ungdomssynd (1914)
- En Sømandsbrud (1914)
- Hans første Kærlighed (1914)
- Den Fremmede (1914)
- For Barnets Skyld (1915)
- Buddhas Øje (1915)
- Britta fra Bakken (1915)
- Enhver (1915)
- I Storm og Stille (1915)
- Sporet i Sneen (1915)
- Kornspekulanten (1918)